# Kōki Ikeda
Kōki Ikeda (japanisch 池田 向希 Ikeda Kōki; * 3. Mai 1998 in Hamamatsu) ist ein japanischer Geher. Mit dem Gewinn der Silbermedaille bei den Olympischen Sommerspielen 2020 in Tokio feierte er seinen bislang größten sportlichen Erfolg. 2022 wurde er Vizeweltmeister bei den Weltmeisterschaften in Eugene.

## Sportliche Laufbahn
Kōki Ikeda fing in der Leichtathletik zunächst damit an für Langstreckenläufe zu trainieren. Während seiner Schulzeit schlug ihm ein Lehrer vor sich am Gehen zu versuchen. Bald wurde er einer der stärksten Athleten der Schule in dieser Disziplin, die traditionell starke japanische Athleten vorzuweisen hat. 2016 nahm er an seinen ersten Wettkämpfen auf Landesebene teil. Für 10 km benötigte er damals eine Zeit von 42:21 min. Ein Jahr später brauchte er bei den Japanischen U20-Meisterschaften im Februar rund zwei Minuten weniger für die Strecke und konnte nach dem Wettkampf die Silbermedaille gewinnen. Im Oktober ging er bei den Japanischen Meisterschaften über 20 km an den Start, die er in einer Zeit von 1:20:48 h gewinnen konnte. 2018 verbesserte er sich auf 1:19:13 h und nahm im März in Lugano an seinem ersten Wettkampf außerhalb Japans teil, das er auf Anhieb gewinnen konnte. Im Mai gewann er zusammen mit seinen Landsleuten die Goldmedaille bei den Geher-Team-Weltmeisterschaften im chinesischen Taicang. 2019 gewann Ikeda im März mit persönlicher Bestzeit von 1:17:25 h die Bronzemedaille bei den Asiatischen Geher-Meisterschaften in seiner japanischen Heimat. Im Juli nahm er Wirtschaftsstudent der Knapp drei Monate später nahm er in Doha an seinen ersten Weltmeisterschaften teil. Dort belegte er unter extremen Wetterbedingungen in einer Zeit von 1:29:02 h den sechsten Platz.
2020 wurde er zum zweiten Mal Japanischer Meister, wenngleich der Wettkampf ursprünglich als Asiatische Geher-Meisterschaft konzipiert war, aufgrund der COVID-19-Pandemie allerdings umgewidmet werden musste. Ende Oktober stellte er in Inzai mit 18:20,14 min einen neuen Nationalrekord über 5 km auf. Dies stellte die schnellste Zeit eines Gehers seit 12 Jahren über diese Distanz dar. 2021 gewann Ikeda die Bronzemedaille bei den Japanischen Meisterschaften im Gehen. Er qualifizierte sich anschließend zum ersten Mal für die Olympischen Sommerspiele, die in seiner japanischen Heimat ausgetragen wurden. Im Wettkampf über 20 km musste er sich nur dem Italiener Massimo Stano geschlagen geben und feierte mit der Silbermedaille seinen größten sportlichen Erfolg. 2022 belegte Ikeda Anfang März bei den Geher-Team-Weltmeisterschaften im Oman den zweiten Platz hinter seinem Landsmann Toshikazu Yamanishi. Später im Juli bei den Weltmeisterschaften in Eugene musste er sich erneut nur ihm knapp geschlagen geben, womit er Vizeweltmeister wurde. 2023 trat er im August bei den Weltmeisterschaften in Budapest an. Dort belegte er über 20 km den 15. Platz.
2023 und 2024 wurde Ikeda japanischer Meister im 20-km-Gehen.
Wegen Blutmanipulation wurde Ikeda ab dem 1. November 2024 für vier Jahre gesperrt. Außerdem wurden alle Ergebnisse ab dem 20. Juni 2023 annulliert.

## Wichtige Wettbewerbe
| Jahr              | Veranstaltung           | Ort               | Platz             | Disziplin         | Zeit              |
| Startet für Japan | Startet für Japan       | Startet für Japan | Startet für Japan | Startet für Japan | Startet für Japan |
| ----------------- | ----------------------- | ----------------- | ----------------- | ----------------- | ----------------- |
| 2019              | Universiade             | Neapel            | 1.                | 20 km Gehen       | 1:22:49 h         |
| 2019              | Weltmeisterschaften     | Doha              | 6.                | 20 km Gehen       | 1:29:02 h         |
| 2021              | Olympische Sommerspiele | Tokio             | 2.                | 20 km Gehen       | 1:21:14 h         |
| 2022              | Weltmeisterschaften     | Eugene            | 2.                | 20 km Gehen       | 1:19:14 h         |
| 2023              | Weltmeisterschaften     | Budapest          | 15.               | 20 km Gehen       | 1:19:44 h         |

## Persönliche Bestleistungen
Freiluft
- 5000-m-Bahngehen: 18:20,14 min, 25. Oktober 2020, Inzai, (japanischer Rekord)
- 10.000-m-Bahngehen: 37:25,90 min, 14. November 2020, Inzai
- 10-km-Gehen: 40:34 min, 19. Februar 2017, Kōbe
- 20-km-Gehen: 1:16:51 h, 18. Februar 2024, Kōbe